# Gold Coast hotel-casino
Le Gold Coast est un hôtel-casino de Las Vegas. Situé hors du Strip, le Gold Coast est en face du Palms casino-resort et pas loin du Rio hotel-casino. Le Gold Coast fait partie du groupe Coast Resort, lui-même appartenant au groupe Boyd Gaming.

## Histoire
L'hôtel-casino ouvre ses portes en décembre 1986.

## Les commodités de l'hôtel
L'hôtel dispose de 711 chambres et suites.
Le casino compte de nombreuses tables de jeux et machines à sous. Il dispose aussi d'une salle de paris sportif, d'un salon de loto, une salle de poker, d'un Bingo, de distributeurs automatiques.
Il compte aussi plusieurs restaurants :
- Terrible Mike's
- Ports O' Call Buffet
- Ping Pang Pong
- Cortez Room
- Arriva
- Monteray Room
- Captain Charlie's Oyster Bar
- Seattle's Best Coffee Shop
- Kate's Corner

L'hôtel dispose aussi d'une piscine, d'un jacuzzi, d'un centre de convention et d'affaire (d'un peu plus de 2700 m2), d'un bowling, d'un coiffeur et d'un salon de beauté.

### Apparition au cinéma
- Le casino apparaît dans le film Mars Attacks!.